# Masaraga
Der Masaraga ist ein 1328 Meter hoher erloschener Stratovulkan auf der zu der Insel Luzon gehörenden Halbinsel Bicol. Er liegt in der Provinz Albay ca. 11,6 km nordwestlich entfernt vom dominierenden aktiven Vulkan Mayon und ca. 24 km nördlich der Großstadt Legazpi City, der Hauptstadt der Provinz. Nordöstlich gelegen ist der Mount Malinao in ca. 11,4 km Entfernung.

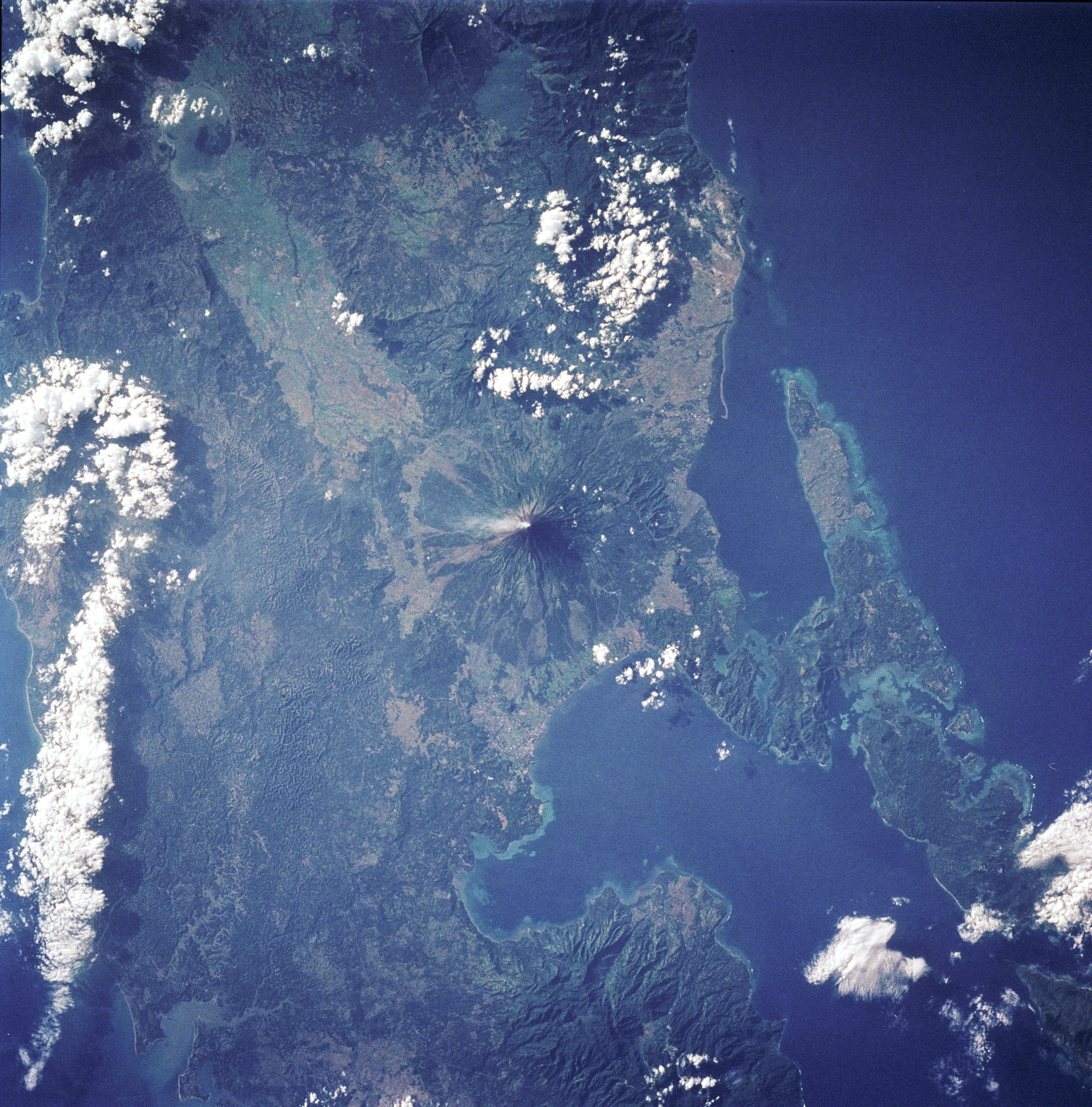
Der Masaraga liegt dicht oberhalb des gut in Bildmitte sichtbaren Vulkans Mayon in einem Wolkenfeld. Links oben der Bato-See.

Am Fuß des Vulkans erstreckt sich die City of Ligao in südwestlicher Richtung, im Westen des Vulkans auch die Stadtgemeinden Polangui, Oas, Libon und Bato in der dicht besiedelten Ebene bis zum Bato-See, entlang des Maharlika Highways und der Eisenbahnstrecke der Fernbahn Manila – Ligao City.
Der Berg besitzt den für einen Stratovulkan typischen symmetrischen Aufbau. Ein Ausbruch des Masaraga ist nicht bekannt, er wird als ein im Holozän aktiver Vulkan klassifiziert.